# Gorgone eulalia
Gorgone eulalia är en fjärilsart som beskrevs av Stoll 1790. Gorgone eulalia ingår i släktet Gorgone och familjen nattflyn. Inga underarter finns listade i Catalogue of Life.